# USS Dealey (DE-1006)
USS Dealey (DE-1006) – amerykański, a później urugwajski, niszczyciel eskortowy, okręt prototypowy niszczycieli typu Dealey. Ochrzczony nazwiskiem Samuela Dealeya – bohatera amerykańskiej floty podwodnej wojny na Pacyfiku – został zwodowany 8 listopada 1953 roku w stoczni Bath Iron Works. Okręt został przyjęty do służby w amerykańskiej marynarce wojennej 3 czerwca 1954 roku, po czym służył we Flocie Atlantyku.
28 lipca 1972 roku został wycofany ze służby w US Navy i w tym samym dniu wszedł do służby w marynarce wojennej Urugwaju jako ROU „18 De Julio” (DE-3). W marynarce wojennej tego kraju służył do 1991 roku.